# Вятка (моторолер)

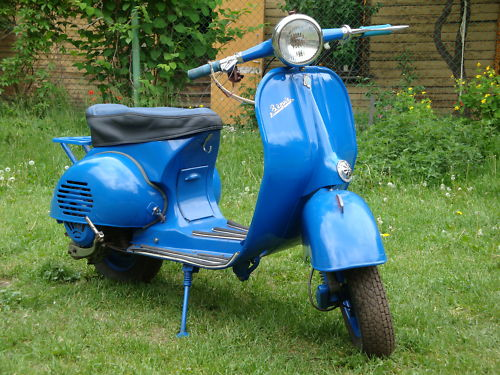
Vjatka-VP150

Вятка ВП-150 — перший радянський скутер виробництва Вятсько-Полянського машинобудівного заводу. Випускався з 1957 по 1966 рік. Був піратською неліцензованою копією італійського моторолера Vespa 150GS 1955 року випуску. Замінений у 1966 році на модель ВП-150М після скарги оригінального виробника П'яджо.